# محمود الشبستري
محمود الشبستري (687 - 720 هـ) هو متصوف وشاعر، من أهل شبستر.
هو قطب الدين وسعد الدين، وقيل نجم الدين محمود بن عبد الكريم ابن يحيى الشبستري التبريزي. ولد في شبستر (من أعمال تبريز) سنة 687 هـ وكانت إقامته في تبريز. عاصر السلطان اولجايتو المغولي والسلطان أبا سعيد خان المغولي. أخذ التصوف عن بهاء الدين يعقوب التبريزي. توفي في تبريز، وقيل في شبستر سنة 720 هـ، وقيل سنة 718 هـ، وقيل سنة 719 هـ، وقيل سنة 725 هـ، وعمره يومئذ 33 سنة.

## آثاره
له تصانيف منها: «جواهر الأسرار» و«مرآة المحققين» و«حق اليقين» و«گلشن راز» و«شاهد نامه» و«سعادت نامه» وديوان شعر.
وقد حقق المستشرق همّر نص «گلشن راز» ونشرت في پست عام 1838 م، ونشرها أيضا المستشرق كوربان مع ترجمة فرنسية في مجموع بعنوان «ثلاثة كتب إسماعيلية».